# Адаменка (река)
Ада́менка (бел. Ада́менка) — река в Белоруссии, протекает по Быховскому району Могилёвской области. Правый приток Днепра.
Длина реки — 13 км. Площадь водосборного бассейна — 65 км². Средний наклон водной поверхности — 1 м/км.
Начинается в 1,3 км к северо-востоку от деревни Чернолесье. Возле устья находится деревня Новый Быхов. Канализирована почти на всём протяжении, кроме небольших участков в низовье.